# Bechermacherstraße (Stralsund)
Die Bechermacherstraße im Stralsunder Stadtgebiet Altstadt verbindet die Fährstraße bei der Einmündung der Schillstraße mit der Badenstraße bei der Einmündung der Jacobiturmstraße. Die Semlower Straße kreuzt die Bechermacherstraße. Die Bechermacherstraße gehört zum Kerngebiet des UNESCO-Welterbes Historische Altstädte Stralsund und Wismar.

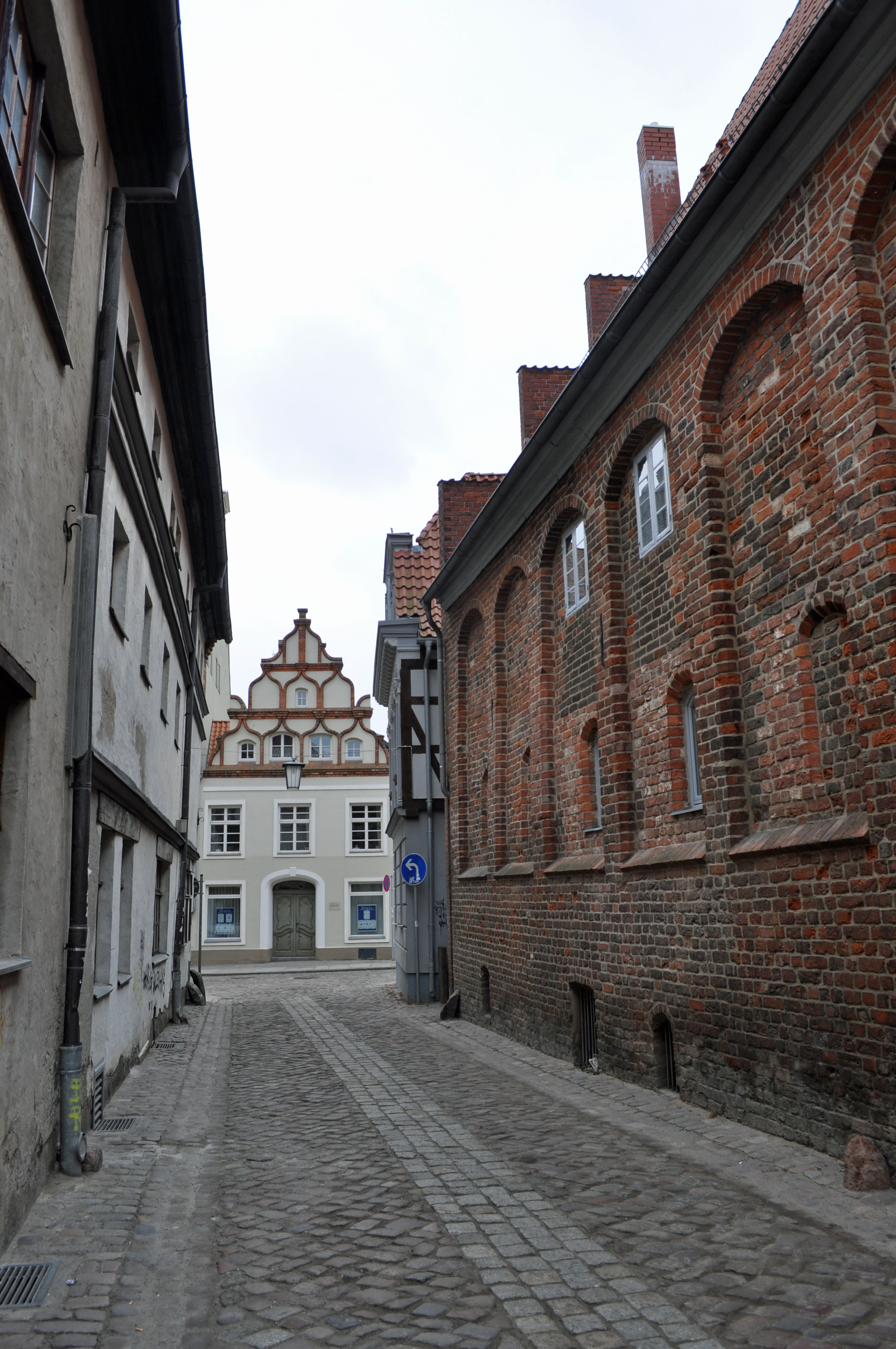
Blick in die Bechermacherstraße in Stralsund (2011)

Die Straße wurde im Jahr 1396 erstmals urkundlich erwähnt. Ihren Namen verdankt sie den Bechermachern. Der Abschnitt zwischen Fährstraße und Semlower Straße hieß noch bis ins Jahr 1869 Hühnerstraße.
In der Straße stehen nur zwei Häuser. Beide Gebäude stehen unter Denkmalschutz (siehe auch Liste der Baudenkmale in Stralsund): die Häuser Bechermacherstraße 1 und Bechermacherstraße 2. Das Haus Semlower Straße 9 hat seit einer Sanierung in den Jahren 1959 bis 1962 seinen Eingang ebenfalls in der Bechermacherstraße.
An die Straße grenzt der ehemalige Kirchhof der Nikolaikirche mit seiner Lateinschule.